# 哈里·瑞德
哈里·梅森·瑞德（英語：Harry Mason Reid，1939年12月2日—2021年12月28日）是美国的政治人物，從1987年到2017年擔任内华达州的資深聯邦參議員，隸屬民主黨籍。

## 簡介
2007年至2015年，擔任美國參議院多數黨領袖，之前曾是參議院少數黨領袖和美國參議院少數黨黨鞭，也是第一位耶穌基督後期聖徒教會教徒出任此職，也是該教會在美國歷史上最高層級民選會友。
里德擅長於經營鐵票，動員基層投票，其打造的選舉機器被稱為「里德機器」，多次協助民主黨在重要州份選舉中獲勝，如協助希拉里在2016年總統選舉的內華達州選區中勝出。里德死後，里德機器中的高層Megan K. Jones則成為了賀錦麗的高級顧問。
與南希·佩洛西等國會領袖一樣，瑞德對中國採取堅定的強硬立場。他於2011年稱訪美的中國領導人胡錦濤為獨裁者，並與多位國會領袖拒絕出席招待他的白宮宴會。但此後他意識到自己言語不妥，補充說，「或許我不應該用獨裁者這個字眼」。他之後和胡會面，一番談話過後，胡錦濤和里德面帶笑容握手合影。
2015年1月1日，里德元旦當天在其位於內華達州的家中被運動器材部件擊中而摔倒，致使多條肋骨和面骨骨折。美聯社報道，里德辦公室在2日發表的一份聲明中表示，為了以防萬一，75歲的里德1日晚被送往拉斯維加斯大學醫療中心，並於2日出院。其發言人金特爾森說，里德當時正在使用一根健身彈力帶進行鍛煉，彈力帶突然斷裂擊中里德面部，並導致他摔倒。他在摔倒時碰撞到了其他設備，致使他右眼附近多根骨頭骨折。此外由於摔倒在地，他的多條肋骨也骨折。金特爾森還透露，測試顯示里德並無出現內出血，其視力也應該不會受到影響。他說：「里德將在本周末返回華盛頓，6日他將回到辦公室工作，準備參院復會的工作。醫生預計他會完全恢復。」白宮方面則表示，正在夏威夷度假的奧巴馬總統2日致電里德，希望他早日康復。
其後里德宣布他不會于2016年競選連任參議員，結束他長達30年的參議員生涯，他亦不會再競逐參議院少數黨領袖。里德指，2016年不會尋求連任，在餘下近兩年任期會繼續專注黨內事務。
里德在2021年12月28日去世。